# 上越地域消防事務組合
上越地域消防事務組合（じょうえつちいきしょうぼうじむくみあい）は、新潟県上越市及び妙高市によって組織された一部事務組合（消防組合）である。消防本部の名称は、上越地域消防局。

## 概要
- 組合事務所：上越市大字藤野新田330番地1
- 管内面積：1,418.14km2
- 職員定数：312人
- 消防署6カ所、分遣所2カ所
- 主力機械（2007年4月1日現在）
  - 普通消防ポンプ自動車：10
  - 水槽付消防ポンプ自動車：4
  - はしご付消防自動車：2
  - 屈折はしご付消防自動車：1
  - 化学消防自動車：3
  - 泡原液搬送車：1
  - 救急自動車：11
  - 救助工作車：2
  - 指揮車：6
  - 資機材搬送車：1
  - 支援車：1
  - その他：9

## 沿革
- 1972年（昭和47年）
  - 5月1日 - 新井市、上越市、東頸城郡安塚町・浦川原村・大島村・牧村・松代町・松之山町、中頸城郡柿崎町・大潟町・頸城村・吉川町・妙高高原町・中郷村・妙高村・板倉町・清里村・三和村、西頸城郡名立町の2市9町8村で構成される上越地域消防事務組合が発足し、上越地域消防事務組合消防本部・3署（上越南消防署・上越北消防署・新井消防署）体制で業務を開始する。
  - 10月 - 頸北消防署・頸南消防署・東頸消防署を設置し、名立分遣所・松代分遣所を開設する。
- 1974年（昭和49年） - 化学消防自動車を新井消防署に配備する。
- 1976年（昭和51年） - はしご付消防自動車を上越南消防署に配備する。
- 1981年（昭和56年） - 松之山分遣所を開設する。
- 1985年（昭和60年） - 上越南消防署（旧高田消防署）が上越市大手町7から現在地（上越市北城町1丁目）に移設。
- 1988年（昭和63年） - 高士分遣所を開設する。
- 1994年（平成6年） - 消防組合初の高規格救急自動車を上越南消防署に配備する。
- 1997年（平成9年）4月1日 - 国のモデル広域指定を受け、松代町・松之山町が上越地域消防事務組合を脱退し、十日町地域広域事務組合に加入する。組合構成市町村が2市7町8村となる。東頚消防署松代分遣所・松之山分遣所を十日町地域広域事務組合へ移管する。
- 2002年（平成14年） - 消防組合公式Webサイトを開設する。
- 2005年（平成17年）
  - 1月1日 - 上越市が安塚町・浦川原村・大島村・牧村・柿崎町・大潟町・頸城村・吉川町・中郷村・板倉町・清里村・三和村・名立町を編入する。組合構成市町村が2市1町1村となる。
  - 4月1日 - 新井市が妙高高原町・妙高村を編入し、妙高市と改称する。組合構成市町村が2市となる。
- 2019年（令和元年）5月 - エネルギー・産業基盤災害即応部隊指揮隊（ドラゴンハイパー・コマンドユニット）を上越南消防署に配備。「高度化学消防隊 ドラゴンフォース」結成[1]。
- 2019年（令和元年）5月 - 第3回全国予防業務優良事例表彰において「火災調査シミュレーションアプリの開発」で最高位となる消防庁長官賞を受賞。（同作品の制作陣は、令和元年全国消防協会主催「消防機器の改良及び開発並びに消防に関する論文」において「機器の部」最高位となる最優秀賞、令和3年文部科学大臣表彰創意工夫功労者賞をそれぞれ受賞。）
- 2020年（令和2年）3月17日 - 上越地域消防本部と上越北消防署を統合した「上越地域消防局・上越消防署」の新庁舎の運用を開始する[2]
- 2021年（令和3年）5月 - 第5回全国予防業務優良事例表彰において「外国人対応消防指導教材映画『To Save Lives~国境を越えて~』の制作」で最高位となる消防庁長官賞を受賞。

## 組織
- 組合議会
  - 議員定数：10人
- 執行機関
  - 管理者：1人（上越市長）
  - 副管理者：1人（妙高市長）
  - 会計管理者：1人（上越市会計管理者）
  - 監査委員：2人
  - 消防局（消防本部）
    - 総務課
    - 指令統制課
    - 消防防災課
    - 予防課

  - 消防署（６署、２分遣所）

## 消防署

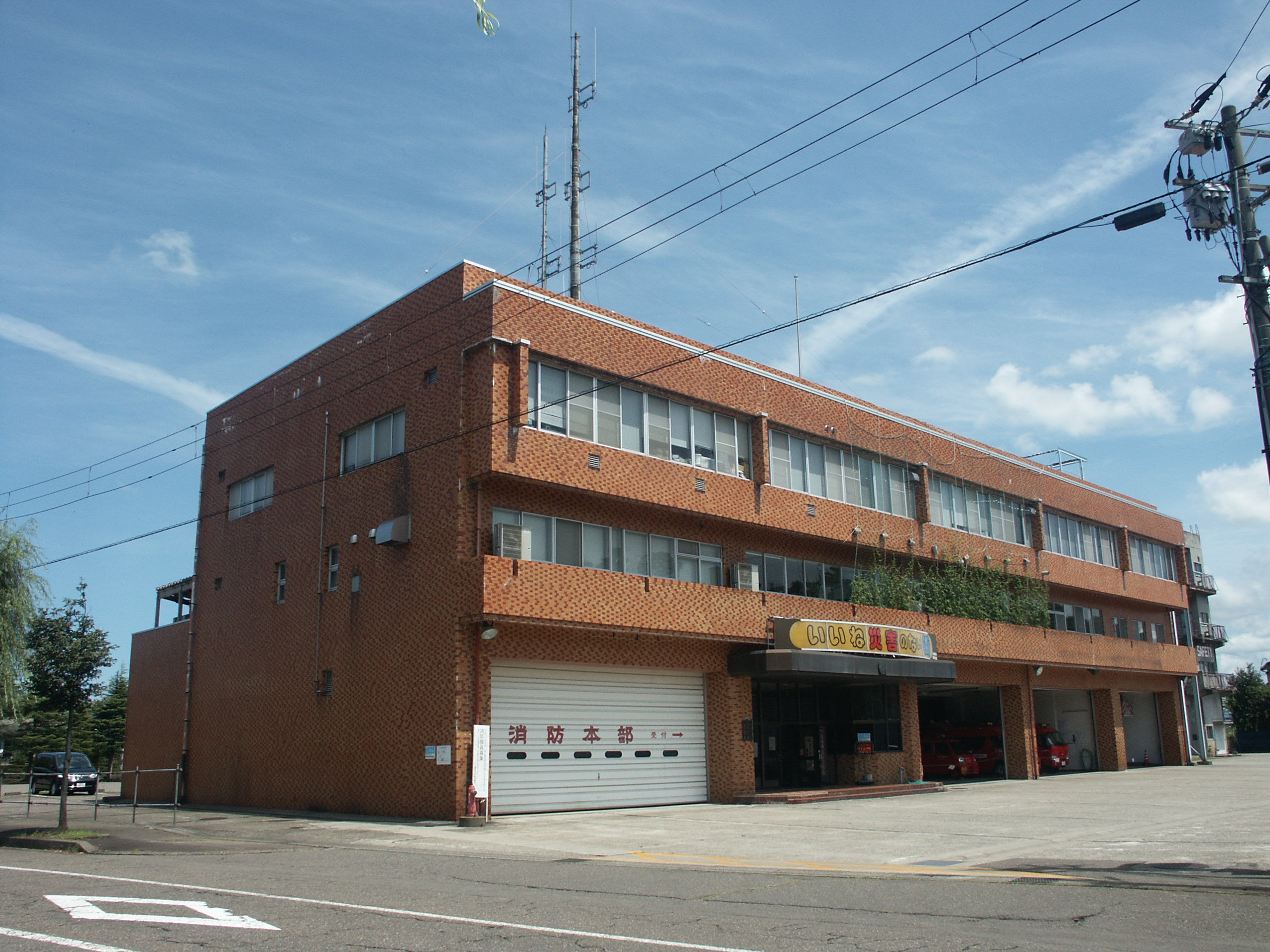
上越南消防署

| 消防署       | 郵便番号   | 住所                       | 分遣所                             |
| ------------ | ---------- | -------------------------- | ---------------------------------- |
| 上越南消防署 | 〒943-0824 | 上越市北城町1丁目16番1号   | 高士：上越市大字高津424番地の2     |
| 上越消防署   | 〒943-0171 | 上越市大字藤野新田330番地1 | 名立：上越市名立区名立大町365番地1 |
| 新井消防署   | 〒944-0018 | 妙高市諏訪町1丁目7番8号    | なし                               |
| 頸北消防署   | 〒949-3216 | 上越市柿崎区柿崎631番地の2 | なし                               |
| 頸南消防署   | 〒949-2102 | 妙高市大字田切629          | なし                               |
| 東頸消防署   | 〒942-0415 | 上越市安塚区松崎639番地    | なし                               |